# Ossett
Ossett ist eine Mittelstadt im Metropolitan Borough City of Wakefield der englischen Grafschaft West Yorkshire. Sie besaß 2001 gemäß Volkszählung insgesamt 21.076 Einwohner.

## Geografie
Ossett befindet sich zwischen Dewsbury und Wakefield, direkt am M1 und etwa 15 km südlich von Leeds.

## Wirtschaft
Bis in die 1960er Jahre war der Steinkohlebergbau der wichtigste Erwerbszweig für die männliche Bevölkerung Ossetts. Der zweite wichtige Industriezweig war die Textilindustrie.

## Persönlichkeiten
- Cyril V. Jackson (1903–1988), südafrikanischer Astronom und Entdecker von 72 Asteroiden sowie 3 Kometen
- David Peace (* 1967), Autor